# Anne-Katrin Altwein
Anne-Katrin Altwein, geborene Leunig (* 2. Januar 1960 in Hohenstein-Ernstthal; † 15. Januar 2023) war eine deutsche Bildhauerin, Graphikerin und Autorin.

## Leben und Werk

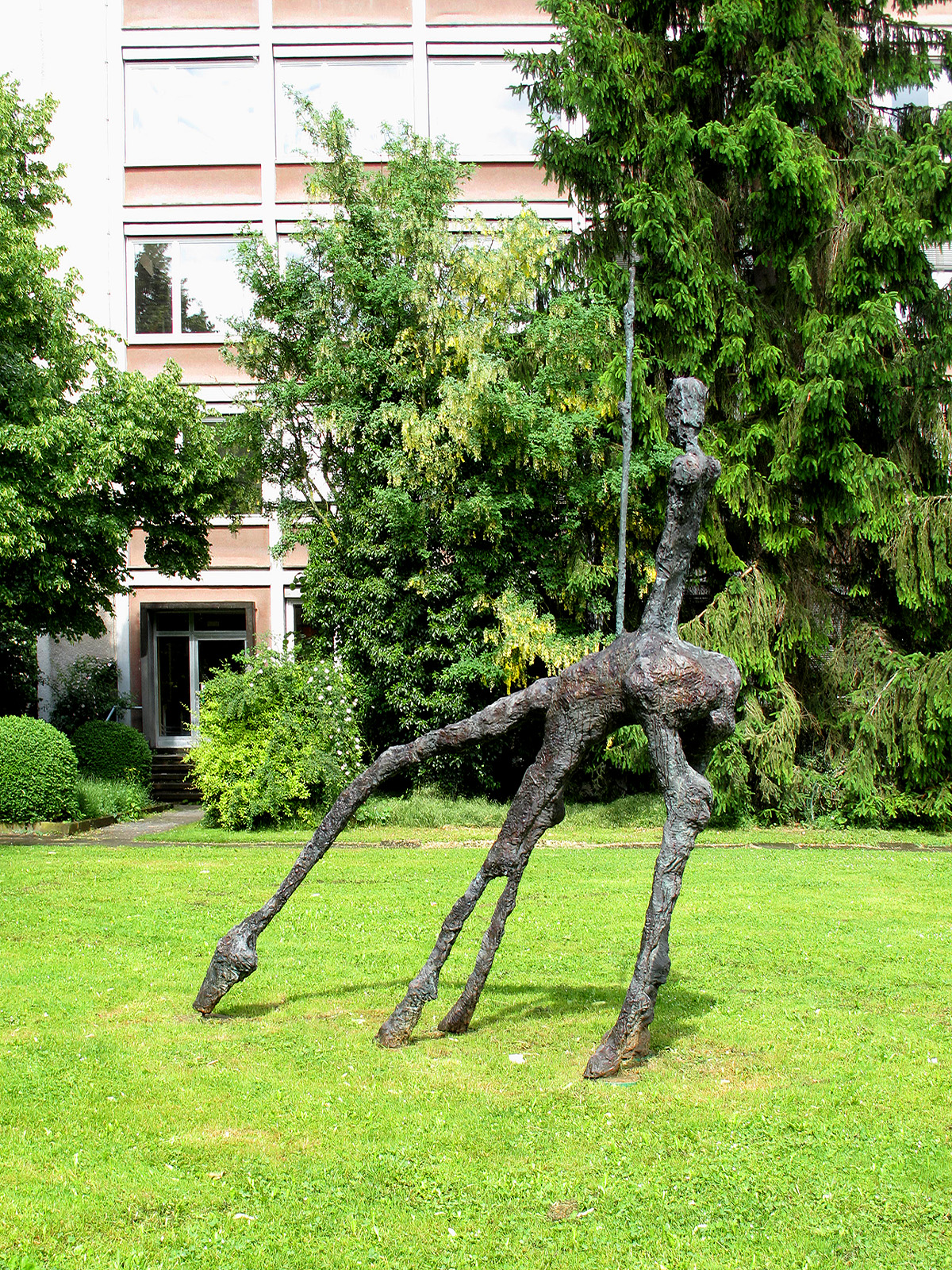
Gralsucher, Tübingen

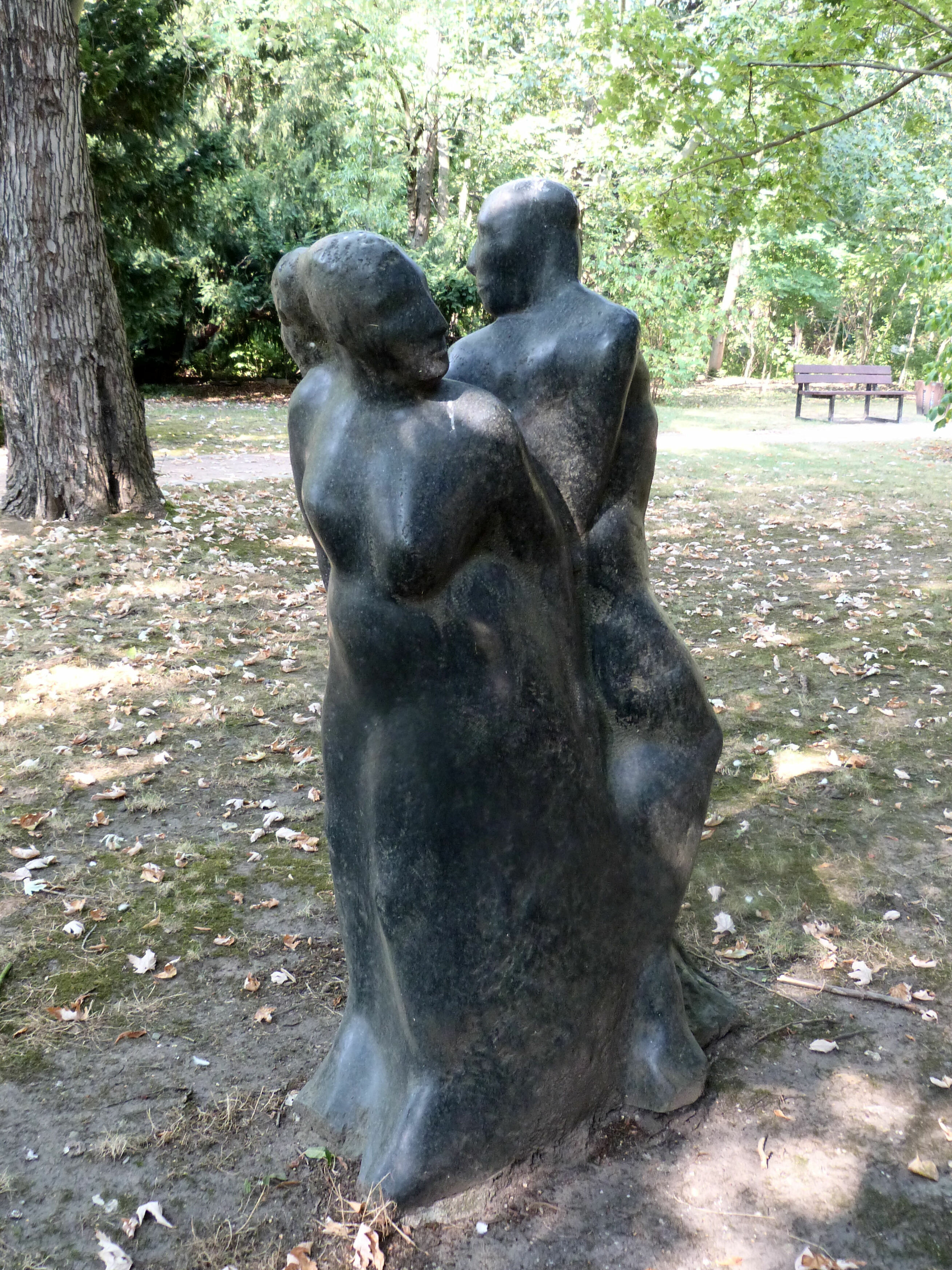
Zu Zweit (Mutter und Sohn), Halle/Saale

Im Jahr 1984 schloss sie ein Studium in Halle auf Burg Giebichenstein mit dem Diplom ab. Altwein nahm in Weimar 2001 einen Lehrauftrag an der Hochschule für Musik an. Sie ist sowohl national als auch international erfolgreich und gewann zahlreiche Preise. Skulpturen von ihr sind auch im öffentlichen Raum sichtbar.
Über ihr Schaffen wird u. a. geschrieben: Sie ist fasziniert von „allem, was Kreatur ist“ und von dem ungeschützten, verletzlichen, kämpfenden und von dem, was uns wirklich als Menschen definiert. Altwein glaubt, dass es neben Religionen, Nationen und kulturellen Prägungen etwas Wesentliches gibt, das wirklich uns gehört, eine innere lebendige Schwingung. Sie arbeitete auch in Bronze.
Altwein war Mitunterzeichnerin der Gemeinsamen Erklärung 2018.

## Internationale Stipendien
- 1999: Cité Internationale des Arts Paris (Frankreich)
- 2001: Ambrosiahuset Bergen (Norwegen)
- 2007: KKV-B Stein-Stipendium (Schweden)

## Werke im öffentlichen Raum (Auswahl)
- Eberhard Karls Universität Tübingen: Gralsucher. 1. Preis im Wettbewerb
- Jena-Winzerla: Sibylle und Schroedingers Katze. Brunnen-Ensemble. 1. Preis im Wettbewerb
- Bahnhof Jena Paradies: Drei Schicksalsgoettinnen. 1. Preis im Wettbewerb
- Jena, Forschungszentrum: WerteGemeinschaft/Menschliche Groesse. 1. Preis im Wettbewerb
- Apolda, Polizeiinspektion: Gralsucher. 1. Preis im Wettbewerb
- Weimar, Am Schloss: Odins Raben und die Midgardschlange
- Halle/Saale, Paul-Riebeck-Stift: Zu Zweit (Mutter und Sohn)
- Erfurt, LVG: Tanzende Aeste. 1. Preis im Wettbewerb
- Erfurt, Am Ursulinenkloster: Franz und der Vogel
- Sömmerda, Bonifatius-Kindergarten: Ich, Bonifatius, Knecht der Knechte Gottes
- Pößneck, Areal der Landesgartenschau Pößneck 2000: Drei Frauen (Demut)

## Ausstellungen (Auswahl)
Zu ihren internationalen Ausstellungsorten zählen:
- 1996: UNO-Palast in Genf, Schweiz
- 1996: Centre Culturel Amiens (Frankreich)
- 1998: Kunsthalle Weimar und TUFA Trier (Deutschland)
- 2009: eu-art network Ausstellung Palazzo Albrizzi anlässlich der Biennale Venedig (Italien)
- 2009: Thüringer Landtag
- 2010: Skulpturen in der Stadt Weimar (Deutschland)
- 2011: Kunstkabinett Bayreuth (Deutschland)
- 2011: SkulpturenPark (Schweden)
- 2012: UddenSkulptur (Schweden)
- 2012: InSitu in Vodnjan / Dignano (Kroatien)
- 2021: Niemiecka Wystawa Interdyszyplinarna Baltycka Galerie Sztuki Amphitheater, Koszalin (Polen)

## Veröffentlichungen
- Anne-Katrin Altwein: Zur Gestaltung eines Grundsortiments von Spielmitteln für die Bildung und Erziehung von Vorschulkindern in Kindergarten und Familie. Über typische Spielinhalte im Vorschulalter und ihre Realisierung durch Spielmittel. Burg Giebichenstein, Halle 1984. (Diplomarbeit)